# Боа-Виста-ду-Бурика
Боа-Виста-ду-Бурика (порт. Boa Vista do Buricá) — муниципалитет в Бразилии, входит в штат Риу-Гранди-ду-Сул. Составная часть мезорегиона Северо-запад штата Риу-Гранди-ду-Сул. Входит в экономико-статистический микрорегион Трес-Пасус. Население составляет 6468 человек на 2007 год. Занимает площадь 108,732 км². Плотность населения — 61,4 чел./км².
Праздник города — 2 декабря.

## История
Город основан 2 декабря 1963 года.

## Статистика
- Валовой внутренний продукт на 2003 составляет 64.176.826,00 реалов (данные: Бразильский институт географии и статистики).
- Валовой внутренний продукт на душу населения на 2003 составляет 9.673,93 реалов (данные: Бразильский институт географии и статистики).
- Индекс развития человеческого потенциала на 2000 составляет 0,833 (данные: Программа развития ООН).

## География
Климат местности: субтропический.